# Louis-Barthélémy Bastide
Pour les articles homonymes, voir Bastide.
Louis-Barthélémy Bastide, né à Montpellier le 2 août 1768 et mort à Paris le 6 février 1821, est un négociant, armateur négrier et banquier français, qui fut régent de la Banque de France et finit sa vie totalement ruiné.

## Parcours

### Riche famille
Fils d'un riche négociant de la région de Montpellier, Claude Bastide, fondateur de la maison « Bastide père », et de Rose Fargeon.

### Armateur négrier
Profitant de la folie financière qui s'était emparée du Directoire, cependant arrivé un peu tard, il se rabat sur les marchés coloniaux et réussit en moins de deux ans à devenir l'un des négociants les plus en vue de la capitale. Il arme ainsi de nombreux navires négriers entre Le Havre, le Sénégal et la Martinique (commerce triangulaire), et concentre une grande partie de son négoce dans le trafic portuaire. 

### Banquier
Louis-Barthélémy Bastide ouvre en 1799 à Paris, rue Caumartin, la maison de banque « Bastide fils ». Avec la maison Sabatier, les Bastide sont connus pour être actifs dans la région sur le plan commercial. 
Le 19 octobre 1800, il est nommé régent de la Banque de France, occupant le 4e fauteuil, en remplacement du notaire Georges-Victor Demautort. 
En mars 1800, il rejoint la société des « Négociants réunis » aux côtés entre autres de Perregaux, Récamier, Le Couteulx, Mallet, Barrillon, Sévène, Jean-Pierre Germain, Fulchiron et Doyen, lesquels avancent plus de 3 millions de francs aux armées d'Italie et du Rhin pour couvrir les dépenses de guerre.
Durant cinq ans, il se rapproche un peu trop en affaires de banquiers fragilisés comme Ouvrard, Desprez, Barrillon, Vanlerberghe. Son passif dépasse la barre des cinq millions de francs. Ses positions, en décembre 1805, apparaissent des plus fragiles, quand l'effet du blocus continental et une série de premières faillites, l’acculent progressivement à la liquidation.
En janvier 1806, la faillite de la banque Bastide est prononcée, elle fut aussi importante que celle de la banque Récamier.

### Mort dans la pauvreté
Sombrant peu à peu dans l'indigence, Bastide meurt à Paris le 6 février 1821, avec seulement 35 francs pour seule fortune.